# كأس السوبر الألماني 2021
كأس السوبر الألماني 2021 هي النسخة الثانية عشرة من البطولة التي ينظمها الإتحاد الألماني لكرة القدم وتُلعب بين الفائز بالدوري الألماني والفائز بكأس ألمانيا وأقيمت هذه النسخة على ملعب سيجنال إدونا بارك ملعب بوروسيا دورتموند.
استضاف نادي بوروسيا دورتموند المباراة على ملعبه في هذه النسخة يوم 17 أغسطس 2021 وكانت بين بايرن ميونيخ الفائز بالدوري الألماني وبوروسيا دورتموند الفائز كأس ألمانيا، ودخل بايرن ميونيخ اللقاء وهو حامل لقب النسخة السابقة من البطولة بعد فوزه على بوروسيا دورتموند على ملعب أليانز أرينا بـ 3-2.

## التأهل والفرق المشاركات

### الفرق المشاركة
البطولة تلعب بشكل سنوي وتجمع بين بطل الدوري الألماني وبين بطل كأس ألمانيا وفي نسخة عام 2021 تأهل:
| النادي           | البطولة المؤهِّلة         |
| ---------------- | ----------------------- |
| بايرن ميونيخ     | الدوري الألماني 2020-21 |
| بوروسيا دورتموند | كأس ألمانيا 2020-21     |

## الملعب
ملعب بوروسيا دورتموند استضاف البطولة هذا العام.

## المباراة
| بايرن ميونيخ                      | 1-3 | بوروسيا دورتموند |
| --------------------------------- | --- | ---------------- |
| - ليفاندوفسكي 41' (74) - مولر 49' |     | رويس 64'         |